# Karel Babánek
Karel Babánek (15. července 1872, Březové Hory – 19. května 1937, Praha) byl český právník, básník, spisovatel a dramatik. Psal lyrické básně, inspirované lidovými písněmi. Byl autorem satirických povídek a prací pro mládež.

## Život
Byl synem vrchního báňského rady Františka Babánka a Albíny Babánkové-Janouškové. Rodina se postupně stěhovala z Březových Hor do Jílového a Jáchymova.
Karel vystudoval Právnickou fakultu Univerzity Karlovy, určitou dobu působil jako notářský koncipient. V roce 1917 získal stálé zaměstnání jako právní úředník pražského magistrátu. V roce 1932 byl penzionován.
Byl dlouholetým členem básnického spolku Máj a zpočátku i Moderní revue. Miloval přírodu, inspiraci získával na dlouhých procházkách do pražských zahrad, podél Vltavy i jinam. Žil samotářsky, neoženil se, hluboké přátelství ho vázalo k bratru MUDr. Františku Babánkovi (1871).
V Praze IV bydlel na adrese Schody radnické 7. Zemřel ve svém vinohradském bytě po dlouhé nemoci, pohřben byl ve strašnickém krematoriu.

## Dílo
Pěstoval zprvu zádumčivou dekadentní lyriku a pak impresionistickou poesii, v níž se silně přiblížil národní poesii. Z krátkých několikaslokových básní jímavě tryská citové bohatství, byť melancholické noty. Básník samotář se nikdy nedobral prudší výbojnější síly, jen časem svá tesknění a marná snění oživoval trochou ironie a jízlivého výsměchu.
Jaroslav Kunc, Slovník soudobých českých spisovatelů. Krásné písemnictví v letech 1918–1945. Praha: Orbis, 1945. 1018 s. S. 17–18.

### Básnické sbírky
- Vytržené listy (1896)
- Když slunce zapadá (1900)[9]
- Písně tuláka (1902)
- Zaváté cesty (1908)[9]
- Kniha písní (1908)
- České melodie (1910)
- Věčná píseň (1910)
- Obláčky: pro mládež (1921)
- Píseň života (1926)[8]
- Večerní zvony (1929)
- Podzimní sad (1934)
- Ocúny na lukách (1935)

### Próza
- Stíny v duši (1898)[9]
- Dni našeho života (1910)
- Malé povídky: pro mládež (1916)
- Satiry a ironické humoresky (1919), s povídkou Výlet pana Broučka do XXI. století[5]
- O elfu Zvonkovi: pro mládež (1923)
- Přízraky (1920), sbírka povídek s prvkem tajemství, motivy přeludů, s úvahami o životě a smrti. Povídka Doktor Labori se řadí do žánru science fiction.[5]

### Divadelní hry
- Rodná hrouda (1921)
- Strašidlo (1926), spoluautorka: L. Zemanová-Zalová